# Tom et Jerry et l'Anneau magique
Pour les articles homonymes, voir Tom et Jerry (homonymie).
Pour plus de détails, voir Fiche technique et Distribution.
Tom et Jerry et l'Anneau magique (Tom and Jerry: The Magic Ring) est film d'animation américain réalisé par James Tim Walker et sorti en 2002. Il met en scène les personnages Tom le chat et Jerry la souris.

## Synopsis
Dans un manoir délabré, Chip, un jeune sorcier doit s'absenter de chez lui. Il place son anneau magique sous la surveillance de son chat Tom mais la souris Jerry va par mégarde la mettre sur sa tête comme un chapeau et s'enfuir. S'ensuit alors une course poursuite entre le chat et la souris pendant toute la nuit…

## Fiche technique
- Titre original : Tom and Jerry : The Magic Ring
- Titre français : Tom et Jerry et l'Anneau magique
- Réalisation : James Tim Walker
- Scénario : Tim Cahill et Julie McNally Cahill
- Montage : Bradford Keatts
- Musique : Eric Scmidt
- Production : Tom Minton
- Production associée : Kathrym Page
- Production exécutive : Jean MacCurdy, Joseph Barbera et William Hanna
- Société de production : Warner Bros. Animation, Turner Entertainment
- Société de distribution : Warner Home Video
- Pays d’origine :  États-Unis
- Langue originale : Anglais
- Genre : Animation, comédie
- Durée : 62 minutes
- Date de sortie :
  - États-Unis : 12 mars 2002

## Distribution

### Voix originales
- Jeff Bennett : Tom / Droopy / Joey
- Frank Welker : Jerry / Tyke / Le vieux monsieur
- Charlie Schlatter : Chip
- Jim Cummings : Butch
- Maurice LaMarche : Spike / Le chat de l'allée
- Tress MacNeille : Margaret / La mère de Junior
- Maile Flanagan (en) : Junior
- Jess Harnell : Le policier
- Tara Strong : Mitsou
- Billy West : Freddie

### Voix françaises
- Sébastien Desjours : Chip, le sorcier
- Patrick Guillemin : Butch
- Michel Vigné : Spike
- Emmanuel Curtil : Le chat de l'allée / Joey
- Christian Pélissier : Freddie
- Laurence Crouzet : Junior et sa Maman
- Patricia Legrand : Margaret / Mitsou
- Gérard Surugue : Droopy / Harry